# Edmund Singer
Edmund Singer, de vegades Ödön Singer, (Tata, Hongria, 14 d'octubre de 1832 - Stuttgart, Alemanya, 23 de gener de 1912) fou un violinista hongarès.
Primerament tingué per mestre a Ridley Kohne (1812-1898) i des de l'edat d'onze anys es dedicà a donar concerts, però després estudià de nou amb Böhm.
El 1846 fou nomenat violí solista del teatre de Budapest, i el 1851 del Gewandhaus i després professor del Conservatori de Stuttgart, on entre altres alumnes tingué l'anglès Rawdon Christopher Briggs. Singer gaudí de gran reputació com a concertista i professor, i junt amb Max Seifriz publicà Grosse theodoresbuch-praktische Violinschule.